# MotoGP Rookies Cup
La MotoGP Rookies Cup ('Copa per a debutants de MotoGP'), anomenada oficialment Red Bull MotoGP Rookies Cup i coneguda també com a Red Bull Rookies Cup, és un campionat de motociclisme de velocitat d'abast europeu reconegut oficialment per la FIM. Es convoca anualment des del 2007 i el calendari de curses coincideix amb alguns Grans Premis del campionat del món de motociclisme, tots ells a Europa. Els pilots són triats pels organitzadors del campionat mitjançant seleccions comparatives i han de tenir entre 13 i 18 anys. L'objectiu del campionat és introduir els joves pilots principiants ("rookies") a les competicions internacionals i donar-los la possibilitat de destacar al campionat del món.

## Història
El campionat ha estat organitzat des del començament per Dorna Sports (la mateixa entitat que organitza el campionat del món des de 1992) amb el patrocini de Red Bull i el suport tècnic de KTM. L'empresa austríaca, en tractar-se d'un campionat de marca, proporciona motocicletes a tots els participants. En les primeres sis temporades es va fer servir la KTM RC 125 i després, a partir de 2013, es va substituir per la KTM RC 250 R.
El 2008, en paral·lel a la MotoGP Rookies Cup celebrada a Europa, es va establir també l'AMA U.S. Rookies Cup, la qual es va celebrar als circuits nord-americans, però després d'una sola temporada en actiu va ser cancel·lada per Red Bull (que també havia finançat el campionat en sòl nord-americà) a causa de la crisi econòmica.
El primer guanyador del campionat va ser l'occità Johann Zarco, tot i que va haver d'esperar dos anys, fins al 2009, per a debutar al mundial. Els únics dos casos en què els guanyadors no han trobat equip per a poder competir com a titulars al campionat del món han estat els dels nord-americans JD Beach i Jacob Gagne, guanyadors de la Rookies Cup els anys 2008 i 2010, que després només van aconseguir participacions esporàdiques en algun Gran Premi com a comodins.
Un cas particular és el de Jakub Kornfeil, que després de guanyar aquest campionat l'any 2009 va tenir immediatament, en la mateixa temporada, l'oportunitat de competir al mundial (va debutar a la categoria de 125cc del mundial aquell any mateix amb l'equip Loncin tot disputant els cinc darrers Grans Premis com a substitut d'Alexis Masbou). Lorenzo Baldassarri, guanyador el 2011, va ser l'únic pilot que va defensar el títol sense canviar de campionat, però no el va revalidar el 2012 i només va poder acabar vuitè, amb 101 punts i una sola victòria.

## Llista de campions
A 22 de novembre de 2024
| Any  | Pilot               | Punts | Motocicleta  |
| ---- | ------------------- | ----- | ------------ |
| 2007 | Johann Zarco        | 159   | KTM RC 125   |
| 2008 | J. D. Beach         | 149   | KTM RC 125   |
| 2009 | Jakub Kornfeil      | 132   | KTM RC 125   |
| 2010 | Jake Gagne          | 170   | KTM RC 125   |
| 2011 | Lorenzo Baldassarri | 208   | KTM RC 125   |
| 2012 | Florian Alt         | 233   | KTM RC 125   |
| 2013 | Karel Hanika        | 235   | KTM RC 250 R |
| 2014 | Jorge Martín        | 254   | KTM RC 250 R |
| 2015 | Bo Bendsneyder      | 243   | KTM RC 250 R |
| 2016 | Ayumu Sasaki        | 250   | KTM RC 250 R |
| 2017 | Kazuki Masaki       | 194   | KTM RC 250 R |
| 2018 | Can Öncü            | 235   | KTM RC 250 R |
| 2019 | Carlos Tatay        | 194   | KTM RC 250 R |
| 2020 | Pedro Acosta        | 214   | KTM RC 250 R |
| 2021 | David Alonso        | 248   | KTM RC 250 R |
| 2022 | José Antonio Rueda  | 224   | KTM RC 250 R |
| 2023 | Ángel Piqueras      | 318   | KTM RC 250 R |
| 2024 | Álvaro Carpe        | 232   | KTM RC 250 R |